# The Hell Ship
The Hell Ship er en amerikansk stumfilm fra 1920 af Scott R. Dunlap.

## Medvirkende
- Madlaine Traverse som Paula Humphrey
- Alan Roscoe som John Hadlock
- Betty Bouton som  Glory
- Dick La Reno
- Jack Curtis som Jaeger
- Fred Bond som Thorpe
- William Ryno som Brabo